# Orkdal (distrikt)
 Denne artikel omhandler distriktet Orkdal. Opslagsordet har også en anden betydning, se Orkdal (flertydig).
Orkdal er et distrikt i den sydvestlige del af Sør-Trøndelag fylke i landsdelen og landskapet Trøndelag i Norge. Distriktet Orkdal omfatter de 8 kommuner Hitra, Frøya, Hemne, Snillfjord, Agdenes, Orkdal, Meldal og Skaun. De fem førstnævnte indgik i det tidligere Fosen fogderi og tilhørte oprindelig distriktet Fosen. Området har et samlet areal på 3.846 kvadratkilometer) med 36.165 indbyggere.. Regioncentret er Orkanger.

## Administrative inddelinger
- Distriktet udgør handelsregionen Orkdalregionen (SSB) , undtagen Hitra og Frøya som udgør en selvstændig handelsregion.
- Distriktet udgør embedsområdet for Orkdal provsti under Nidaros bispedømme i Den norske kirke.
- Distriktet indgår i retsområdet for Sør-Trøndelag tingrett, dog ikke Hitra og Frøya som indgår i retsområdet for Fosen tingrett, begge under Frostating lagdømme
- Hitra, Frøya, Hemne, Snillfjord og Agdenes indgik i det tidligere Fosen fogderi, mens Orkdal, Meldal og Skaun indgik i det tidligere Orkdalen fogderi.
- Orkdal og Skaun deltager i Samarbeidskomiteen for Trondheimsregionen.

## Fodnoter
1. ↑  "SSB's angivelse". Arkiveret fra originalen 1. november 2007. Hentet 5. november 2007.
2. ↑   SSB's angivelse